# Rönneshytta syd
Rönneshytta syd är en bebyggelse söder om Löcknasjön i Lerbäcks socken i Askersunds kommun. Bebyggelse klassades av SCB till 2020 som en del av tätorten Rönneshytta. Vid 2020 års avgränsning 2020 delades tätorten upp i tre småorter där denna utgör den södra delen av den tidigare tätorten.